# 碧波镇
碧波镇，是中华人民共和国贵州省黔东南苗族侗族自治州凯里市下辖的一个乡镇级行政单位。
2013年5月24日，贵州省人民政府批复同意撤销碧波乡，设置碧波镇，镇人民政府驻碧波村。
2014年9月15日，贵州省人民政府批复同意将麻江县碧波镇整建制划归凯里市管辖，行政区域和政府驻地不变。

## 行政区划
碧波镇下辖以下地区：
碧波村、柿花村、朝阳村、白秧坪村、王义村、又诗村、五寨村和大堡村。

## 交通
- 沪昆铁路：凯里西站